# Mardijkers

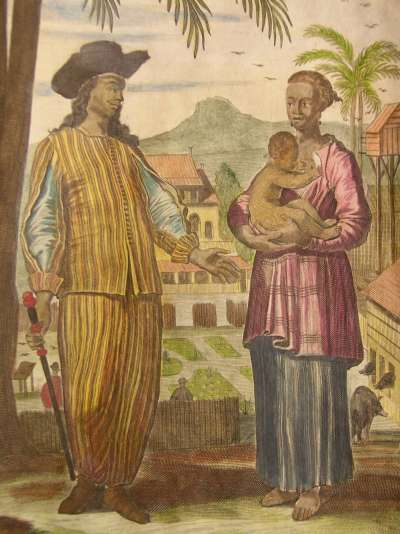
Un Mardijker i la seva muller, detall, Churchill 1704.

Els Mardijker fou un grup humà d'antics esclaus afrodescendents que van viure a Batavia (l'actual Jakarta) que s'havien emancipat. Vivien a gran part dels llocs comercials de les Índies orientals. La majoria eren cristians de territoris de l'Imperi Portuguès. Eren descendents d'africans subsaharians i de portuguesos. Parlaven el mardijker, una llengua patuès del portuguès que ha influït en la llengua indonèsia moderna. Els holandesos es referien a ells com els inlandse Christenen ("cristians indígenes").

## Orígens i història
Els avantpassats dels Mardijkers havien estat esclaus dels portuguesos a l'Índia, Àfrica i la Península Malaia que foren portats a Indonèsia per la Companyia Neerlandesa de les Índies Orientals, sobretot després de la conquesta de Malaca el 1641. També hi va haver Mardijkers que foren portats a Pampanga, Luzon via Indonèsia que foren anomenats pels holandesos, Papangers.
El terme Mardijker és una corrupció holandesa del terme malay Merdeka, que s'origina del sànskrit Maharddhika ("ric i poderós"). A l'arxipèlag Malai, aquest terme va passar a denominar a un esclau emancipat i ara significa "independent". Els colonitzadors holandesos també el van utilitzar generalment per descriure qualsevol esclau emancipat que d'origen asiàtics i africans o zwarten ("negres").
El Cens de 1699 en Batavia mostra el següent desglossament de la població:
3,679 xinesos; 2,407 Mardijkers;1,783 europeus;670 criolls;867 altres.
Els mardijkers majoritàriament s'aferraven a la seva fe catòlica i a Batavia van continuar assistint a l'església portuguesa, tot i que molts finalment es van batejat a l'Església Reformada Holandesa.Legalment eren reconeguts per la Companyia Neerlandesa de les Índies Orientals com a grup ètnic separat i els van mantenir a part dels javanesos nadius (Taylor 1983: 47; Bosma i Raben 2008: 46-47). Durant l'era del VOC ja hi havien hagut molts matrimonis interètnics amb els indos (mestissos d'europeus -normalment portuguesos- i nadius indonesis) precolonials. Durant l'era colonial els mardijkers es van acabar assimilant amb la comunitat indo euroasiàtica i van deixaf d'existir com un grup ètnic separat.

## Transició
Entre els segles xviii i XIX, el mardijkers van canviar el seu crioll basat en el portuguès per un crioll basat en el malai, el malai betawi). Actualment parlen indonesi, la llengua nacional d'Iindonèsia i només utilitzen el betawi en contextos informals. L'antic mardijker encara sobreviu en lletres d'antigues cançons, en els gèneres Keroncong Moresco o Keroncong Tugu. Una part de Djakarta es diu "Kampung Tugu" una zona en la que s'hi havien pogut assentar els mardijkers després de la seva emancipació, el barri té un aire distintiu portuguès. Històricament aquestes persones també es van assentar a prop de Kali besar, d'on en resten pocs edificis històrics d'aquest districte històric.
Noms familiars comuns dels mardijkers són: De Fretes, Ferrera, De Mello, Gomes, Gonsalvo, Cordero, De Dias, De Costa, Soares, Rodrigo, De Pinto, Perreira i De Silva. Algunes famílies mardijkers també van prendre noms holandesos com Willems, Michiels, Bastiaans, Pieters, Jansz, Fransz i Davidts.
Quan els indonesis van lluitar per independència de l'imperi holandès van utilitzar l'eslògan Merdeka ("llibertat"), que té la mateixa arrel de Mardijker. Aquesta paraula va tenir una considerable importància política també a Malàisia i Singapur.
El nom de mardijkers també es va utilitzar pels anomenats belanda hitam (Zwarte Hollanders "negre Hollanders"), soldats de l'actual Ghana, allistats per l'exèrcit colonial neerlandès (KNIL) que foren emancipats al esdevenir soldats.